# أوسكار أورتيز
أوسكار أورتيز (بالإسبانية: Óscar Ortiz)‏ هو سياسي سلفادوري، ولد في 14 فبراير 1962 في السلفادور. حزبياً، نشط في جبهة فارابوندو مارتي للتحرير الوطني.